# Kennebunk
Kennebunk é uma cidade do condado de York,  Maine,  Estados Unidos. A população é de 10.746 pessoas (conforme o Censo americano de 2000), mas quando se inclui  Kennebunkport, uma cidade separada mas adjacente e frequentemente associada, o total é de 14.196. Há em Kennebunk muitas praias, o “Rachel Carson National Wildlife Refuge”, o Kennebunk Inn (de 1799),  muitos prédios históricos de estaleiros, a “Nature Conservancy Blueberry Barrens “ (localmente chamada “Blueberry Plains”) com 1.500 acres (6 km²) de trilhas naturais e campos de blueberry.